# کریستین کونتی
کریستین کونتی (انگلیسی: Christian Conti؛ زادهٔ ۲ اوت ۱۹۸۷) بازیکن فوتبال اهل ایتالیا است.
از باشگاه‌هایی که در آن بازی کرده‌است می‌توان به باشگاه فوتبال هلاس ورونا، باشگاه فوتبال پروجا، باشگاه فوتبال آسکولی، باشگاه فوتبال ویرتوس لانچانو، باشگاه فوتبال باری، باشگاه فوتبال دلفینو پسکارا، باشگاه فوتبال کومو، و باشگاه فوتبال اتلتیکو آرتزو اشاره کرد.
وی همچنین در تیم ملی فوتبال Italy U-20 Lega Pro بازی کرده‌است.